# Consorzio Nazionale per la Gestione, Raccolta e Trattamento degli oli minerali usati (CONOU)
Il Consorzio Nazionale per la Gestione, Raccolta e Trattamento degli oli minerali usati (in acronimo CONOU), fondato nel 1982 e operativo dal 1984, è il primo ente ambientale in Italia dedicato alla raccolta differenziata dell'olio lubrificante usato.

## Storia
Il Consorzio è un esempio di collaborazione pubblico-privato; nel proprio Consiglio di Amministrazione, infatti, sono rappresentate 4 categorie di imprese impegnate nella produzione, nel recupero e nella rigenerazione dei lubrificanti, mentre nell’organo di controllo, il Collegio Sindacale, siedono anche due membri di nomina del Ministero dello sviluppo economico e del Ministero dell'ambiente e della sicurezza energetica.
Il Consorzio nasce nel 1982 con il Decreto del Presidente della Repubblica n. 691, per consentire ai produttori di lubrificanti (principalmente le compagnie petrolifere) di ottemperare alla direttiva comunitaria 75/439 del 15 luglio 1975 sulla gestione del recupero dei lubrificanti da loro venduti, una volta giunti a fine vita e diventati un rifiuto.
Lo statuto del Consorzio viene riformulato nel 2017 per adeguarsi alla normativa vigente.
Ne fanno oggi parte quattro categorie di “consorziati”:
- le imprese che producono o immettono in commercio oli basi vergini;
- le imprese che producono oli base mediante un processo di rigenerazione;
- le imprese che effettuano il recupero e la raccolta degli oli usati;
- le imprese che effettuano la sostituzione e la vendita degli oli lubrificanti, ossia le imprese che effettuano la prima immissione al consumo in Italia e/o la vendita dell’olio lubrificante agli utenti finali al fine della sua sostituzione.

Operativo dal 1984, il CONOU (in precedenza COOU, Consorzio Obbligatorio degli Oli Minerali Usati) è un soggetto giuridico di diritto privato senza fini di lucro. Coordina l'attività di 58 aziende private di raccolta e di 3 impianti di rigenerazione distribuiti sul territorio nazionale, e si occupa anche dell'informazione e della sensibilizzazione dell'opinione pubblica sulle tematiche della corretta gestione degli oli usati, che sono rifiuti pericolosi.
Sulla base del principio “chi inquina paga”, noto anche come Principio di responsabilità estesa del produttore (EPR), i costi sostenuti dal Consorzio per svolgere le proprie attività sono annualmente ripartiti (al netto dei ricavi della vendita dell'olio usato) tra le imprese consorziate, in modo proporzionale ai quantitativi di lubrificanti immessi al consumo in Italia.

## Oli lubrificanti usati
Gli oli usati sono ciò che si recupera alla fine del ciclo di vita dei lubrificanti. Durante l’impiego l’olio lubrificante perde le sue caratteristiche iniziali divenendo inadatto a svolgere le sue funzioni originarie e diventa così “usato”.
L'olio usato può essere rigenerato tornando a nuova vita con le stesse caratteristiche del lubrificante da cui deriva. In oltre 40 anni di attività, il CONOU ha raccolto 6,7 milioni di tonnellate di olio lubrificante usato, 6 milioni delle quali avviate alla rigenerazione, mentre sono state prodotte 3,3 milioni di tonnellate di olio base. Il riutilizzo dell’olio lubrificante usato ha consentito un risparmio complessivo sulle importazioni di petrolio del Paese di 3 miliardi di euro.

### Il cambio del lubrificante
Il Consorzio Nazionale degli Oli Usati raccomanda di eseguire il cambio dell'olio dell’automobile nelle autofficine o nelle stazioni di servizio in cui sono rispettate tutte le regole di sicurezza e dove lo smaltimento dell'olio usato viene gestito correttamente sia perché il contatto tra l'epidermide e il lubrificante usato è pericoloso per la salute, sia perché la dispersione di olio usato danneggia l'ambiente.

### Possibili rischi di una impropria gestione del rifiuto
In funzione delle caratteristiche applicative e delle destinazioni d'uso, una parte di olio viene consumata nell'utilizzo mentre la restante costituisce l'olio usato. Definito dalla legge “rifiuto pericoloso”, l'olio usato, se eliminato in modo scorretto o impiegato in modo improprio, può trasformarsi in un potente agente inquinante: basti ricordare che, se versati in acqua, 4 chili di olio usato (un normale cambio d'olio di un'auto) possono inquinare una superficie grande come sei piscine olimpioniche.

### Le regole del "Fai Da Te"
Il CONOU, come prevede il suo statuto, si occupa anche di diffondere messaggi educativi rivolti ai cittadini mirati a diffondere la consapevolezza e, di conseguenza, a correggere i comportamenti individuali scorretti, che possono provocare la dispersione di olio lubrificante nell'ambiente.
Uno degli sforzi di comunicazione del Consorzio, infatti, si rivolge ai cittadini che effettuano autonomamente il cambio dell’olio al motore. Sul “fai da te” il Consorzio ricorda che è importante rispettare alcune regole di comportamento:
- indossare guanti impermeabili durante l'intera operazione;
- raccogliere l'olio usato in un contenitore a chiusura ermetica per evitare dispersioni e non utilizzare recipienti di materiali fragili, come il vetro;
- assicurarsi che non vengano mescolate all'olio sostanze diverse (anche l'acqua, infatti, può rendere difficoltoso il riutilizzo);
- Smaltire correttamente l’olio lubrificante usato, conferendolo al centro di raccolta più vicino.

## Struttura e funzioni

### Rete di raccolta
Il Consorzio si avvale di una rete di raccolta costituita da 58 aziende, dislocate sul territorio nazionale, che si occupano di raccogliere gli oli usati con i loro automezzi e di stoccarli nei depositi. Il servizio di raccolta è gratuito per i produttori del rifiuto quali autofficine, fabbriche purché non sia inquinato da altre sostanze.
Nonostante i notevoli risultati raggiunti negli ultimi anni, il Consorzio ha comunque cercato di valutare - attraverso una specifica indagine - quanto olio usato mancasse per raggiungere il risultato del 100% del raccoglibile. Da tale indagine è emerso che una minima parte sfugge ancora alla raccolta. Ciò che manca si concentra sia nel settore industriale sia nel “fai da te” in autotrazione, nautica e agricoltura.

### Rigenerazione
Una fase fondamentale dell’attività del Consorzio è la rigenerazione che costituisce il processo prioritario a cui è destinato l’olio lubrificante usato raccolto. Grazie ad essa, infatti, l’olio usato viene trasformato da rifiuto pericoloso in risorsa. Il processo di rigenerazione avviene nei tre impianti nazionali gestiti dal Consorzio e si caratterizza per il suo alto rendimento. Da 100 kg di olio usato si possono ricavare circa 67 kg di olio base rigenerato e 21 kg di gasolio, circa 4 Kg di idrocarburi leggeri e 8 Kg di acqua restituita all’ambiente depurata.
In Italia il 30% circa delle basi lubrificanti assorbite dal mercato può essere costituito da basi rigenerate.

## Risultati operativi
Nel primo anno di attività il Consorzio ha raccolto circa 50 000 tonnellate di lubrificanti usati, poi le quantità sono aumentate fino ad arrivare ai recenti risultati record. Delle 395.000 tonnellate di olio lubrificante immesso al consumo nel 2012, il Consorzio ha raccolto 177.000 tonnellate, la quasi totalità del potenziale raccoglibile. Nel 2018 ha chiuso il ciclo dell'olio raccogliendo 187.000 tonnellate di olio minerale usato. 186.000 tonnellate ( il 99% dell'olio raccolto) sono state avviate a rigenerazione, producendo 123.000 tonnellate di nuovo olio base e consentendo un risparmio di 85 milioni di euro sulla bolletta energetica nazionale.
Nel primo anno di attività il Consorzio ha raccolto circa 50.000 tonnellate di lubrificanti usati, aumentando costantemente le quantità fino ad arrivare, nel 2021, a raccogliere 186.000 tonnellate di olio lubrificate usato delle 400 mila tonnellate immesse al consumo.  L’olio raccolto costituisce il 46,4% dell’immesso al consumo, la rimanente parte è quella che si consuma nell’uso), ovvero la quasi totalità del potenziale raccoglibile (la media UE è 41%) (fonte: https://www.renewablematter.eu/articoli/article/riciclo-olio-usato-italia-eccellenza-in-europa-grazie-a-conou). Nel 2021 sono state avviate a rigenerazione 183.000 tonnellate (il 98% dell'olio usato raccolto), producendo 125.000 tonnellate di nuove basi lubrificanti.
Con 183 mila tonnellate di olio minerale usato raccolte nel 2023, pressoché la totalità  della  quantità  raccoglibile,  il  CONOU  ha  confermato  il  traguardo  del  massimo raccoglibile  nel  Sistema.

## Il modello CONOU
Quello del CONOU è un esempio realizzato di economia circolare che costituisce un primato italiano ed europeo: infatti il 98% dell’olio usato – la media europea è al 61% - viene rigenerato, diventando nuovo olio base.

### L’impronta ambientale e i vantaggi del modello circolare CONOU
Il Rapporto di Sostenibilità 2023 approfondisce l’analisi del ciclo di vita mettendo in evidenza come e quanto l’economia circolare dell’olio lubrificante apporta benefici su tre profili: quello ambientale, della salute umana e dell’economia.
Nel 2023 l’attività del CONOU ha apportato benefici sui seguenti parametri:
- 127 mila tonnellate di CO2eq di emissioni evitate rispetto al sistema produttivo alternativo
- 7 milioni di Giga Joule di combustibili fossili consumati in meno rispetto al sistema produttivo alternativo
- 90% in meno dello sfruttamento del suolo rispetto al sistema produttivo alternativo
- 92% in meno delle emissioni di particolato rispetto al sistema produttivo alternativo
- 60 milioni m³ di acqua risparmiata rispetto al sistema produttivo alternativo.

### Impatto economico e occupazionale
Nel 2023 l’impatto economico totale della filiera della gestione degli oli esausti supera gli 81 milioni di euro, registrando un aumento del 12% rispetto al 2022. In Italia il fabbisogno di materie prime fossili importate si è ridotto per circa 105 milioni di euro. 
Inoltre, va tenuto in considerazione che le attività della filiera del riciclo hanno dato lavoro a 1.857 persone.

## Comunicazione
Per statuto il CONOU è tenuto a realizzare iniziative di comunicazione per informare e sensibilizzare i cittadini e il pubblico alla corretta gestione dell’olio minerale usato, a tutela dell’ambiente. Il Consorzio ha condotto campagne di comunicazione finalizzate a questo scopo, coinvolgendo le istituzioni, le imprese e la cittadinanza.

## Scenario europeo
In Italia quasi la totalità degli oli usati raccolti viene inviata a rigenerazione per la creazione di nuove basi lubrificanti, in ottica di economia circolare. Altri Stati europei privilegiano la strada della combustione per la creazione di energia termica: la Spagna rigenera il 68% degli oli, la Francia il 60%, la Germania il 50% e il Regno Unito il 14%.